# Битка код Мантинеје
Битка код Мантинеје одигравала се 418. п. н. е. између Спарте и савезника са једне стране те Аргоса и Атине с друге стране. То је била највећа битка Пелопонеског рата. Атина је успешно разбила Пелопонески савез и створила проатински демократски савез државица Пелопонеза. Спарта побеђује у бици код Мантинеје и тиме разбија демократски савез државица Пелопонеза, а већина чланова тог савеза се враћа у Пелопонески савез. Спарта се спасава од стратешког пораза и поново успоставља доминацију на Пелопонезу.

## Увод
Моћна држава на Пелопонезу Аргос, уз атинску помоћ 420. п. н. е. прави коалицију демократских државица Пелопонеза. Те државице разбијају везу Спарте са њеним савезницима Коринтом и Тебом. Спарта покушава да разбије коалицију, али безуспешно.
Спартански краљ Агис II је 418. п. н. е. склопио примирје са Аргосом. То је био изузетно непопуларан потез да је због тога скоро збачен с трона.
Охрабрени Аргос са савезницима и уз помоћ мало Атињана покушава да заузме Тегеју, близу Спарте. Спарта је принуђена да са савезницима порази Аргос. Атина улази у битку да заштити савезника. Никијин мир је дефинитивно тиме прекршен.

## Почетни распоред
Битка се одвијала код Мантинеје 418. п. н. е. На страни Спарте су били Коринт, Аркадија, Теба и други савезници. Спартански краљ Агис II је кренуо на Мантинеју да би се суковио са Аргосом, али Аргос се повлачи. Следећег дана војска Аргоса изненађује Спартанце, али Спартанци успевају да се реорганизују и причекају савезнике.
На левој спартанској страни су биле елитне јединици Спартанаца, Брасидови ветерани и Трачани. У средини су били војници из Спарте и Аркадије, а надесно из Теге. Надесној страни аргоске војске били су војници из Мантинеје, у центру војници из Аргоса, а лево Атињани. Тукидид није знао тачно број људи на свакој страни, али процењује да је било 4.200 војника Спартанске стране и нешто мање на страни Аргоса и Атине.

## Битка
Десна крила сваке стране су настојала закрилити, тј полуопколити лева крила супротне стране. Агис II уочава слабости и опасности на својој левој страни и због тога издаје команде да се војници леве стране измакну из своје линије и да се поравнају са војницима из Мантинеје који су их окруживали. Пошто се тако у линији ствара рупа, он истовремено наређује попуњавање рупе у линији војницима са своје десне стране. Међутим Спартанци нису били довољно координирани, тако да не долази до попуњавања рупе на време. У рупу улазе војници из Мантинеје.
Међутим Спартанци су били доста храбри војници, који се нису разбежали, иако су ту губили. Тиме су створили довољно времена десној страни да напредује. У међувремену је спартанска десна страна успела да окружи довољно супротну страну, где су се налазили војници Аргоса и Атине, који онда беже. На бојишту остају само војници из Мантинеје, који се сад и сами морају повлачити.
Атина и Аргос су изгубили 1100 војника, док је Спарта изгубила око 300 војника.

## Последице
Победом Спарте у тој бици демократски савез државица Пелопонеза је разбијен те већина његових чланова се враћа у Пелопонески савез. Спарта се спасава од стратешког пораза и поново успоставља доминацију на Пелопонезу. Спарта и Атина поново потписују мир на 50 година, а Аргос постаје спартански савезник.